# 阿里尼
阿里尼（法語：Arrigny，法語發音：[aʁiɲi]）是法国马恩省的一个市镇，位于该省东南部，属于维特里勒弗朗索瓦区。

## 地理
阿里尼（48°37'25"N, 4°42'25"E）面积16.08 平方千米，位于法国大東部大區马恩省，该省份为法国东北部内陆省份，北起阿登省，西北接埃纳省，西南接塞纳-马恩省，南至奥布省，东南接上马恩省，东临默兹省。
与阿里尼接壤的市镇（或旧市镇、城区）包括：拉尔济库尔、日福蒙-尚波贝尔、马恩河畔伊勒、蒙塞拉拜、乌蒂讷、圣雷米昂布兹蒙-圣热内和伊松。

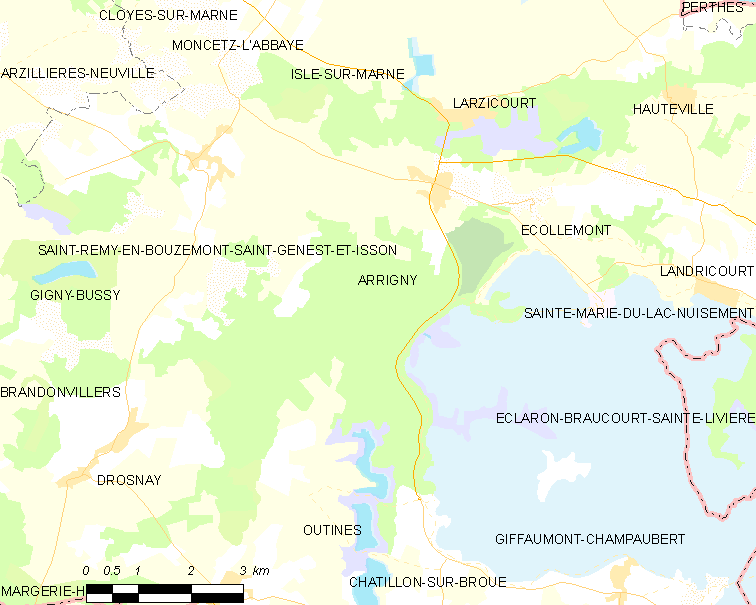
阿里尼的OSM定位图

阿里尼的时区为UTC+01:00、UTC+02:00（夏令时）。

## 行政
阿里尼的邮政编码为51290，INSEE市镇编码为51016。

## 政治
阿里尼所属的省级选区为塞迈兹莱班县。

## 人口

1962-2008年间阿里尼人口变化图示

阿里尼于2022年1月1日时的人口数量为233人。